# Tibor Serly
Tibor Serly [ˈtibor ˈʃɛrli] (* 25. November 1901 in Losonc, Österreich-Ungarn, heute Lučenec, Slowakei; † 8. Oktober 1978 in New York City) war ein ungarischer Komponist.

## Leben
Serly studierte an der Musikakademie Budapest bei Béla Bartók, Zoltán Kodály, Jenő Hubay und Hans Koessler. Er war Bratschist beim Philadelphia Orchestra und beim NBC Symphony Orchestra. Ab 1939 war er freiberuflich tätig.
Serly komponierte eine Orchester-, eine Bläser- und eine Streichersinfonie, zwei Orchestersuiten, zwei Bratschenkonzerte, ein Posaunenkonzert, ein Konzert für zwei Klaviere und Orchester, eine Rhapsodie für Viola und Orchester, eine Orchesterelegie, sechs Orchestertänze sowie Lieder. Außerdem vollendete er das dritte Klavierkonzert und das Bratschenkonzert Béla Bartóks nach dessen Tod.
| Personendaten    | Personendaten         |
| ---------------- | --------------------- |
| NAME             | Serly, Tibor          |
| KURZBESCHREIBUNG | ungarischer Komponist |
| GEBURTSDATUM     | 25. November 1901     |
| GEBURTSORT       | Lučenec               |
| STERBEDATUM      | 8. Oktober 1978       |
| STERBEORT        | New York City         |